# Tinto de verano
El tinto de verano es un combinado típico español realizado con vino tinto y gaseosa, especialmente indicado para ser servido en las sobremesas de los meses calurosos. Es una bebida popular que surge en España a mediados del siglo XX y que se puede encontrar fácilmente en verbenas y terrazas veraniegas.

## Características

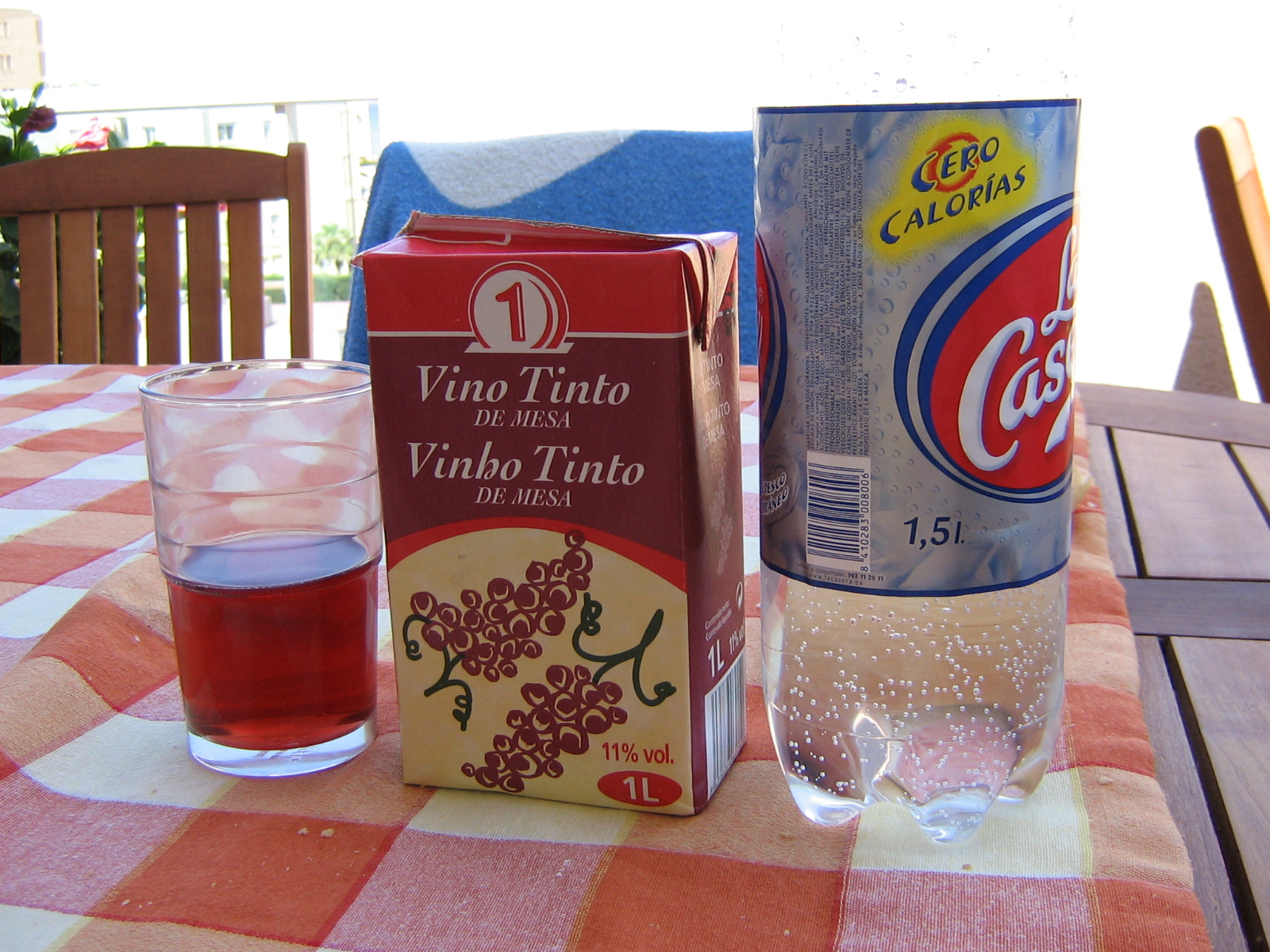
El vino tinto y la gaseosa son los ingredientes básicos de un tinto de verano

Se prepara empleando la misma cantidad en volumen de vino tinto (generalmente vino de mesa) que de refresco. Una de sus principales características es que se suele emplear una gran cantidad de cubitos de hielo. Opcionalmente se incluye una rodaja de limón. Algunas variantes incluyen una cierta cantidad de vermú. Se sirve en un vaso tipo caña (20 cl) o tubo (33 cl). La popularidad de la bebida ha hecho que, a finales del siglo XX, algunas compañías de refrescos comercialicen y distribuyan esta bebida ya preparada y envasada.

## Variaciones

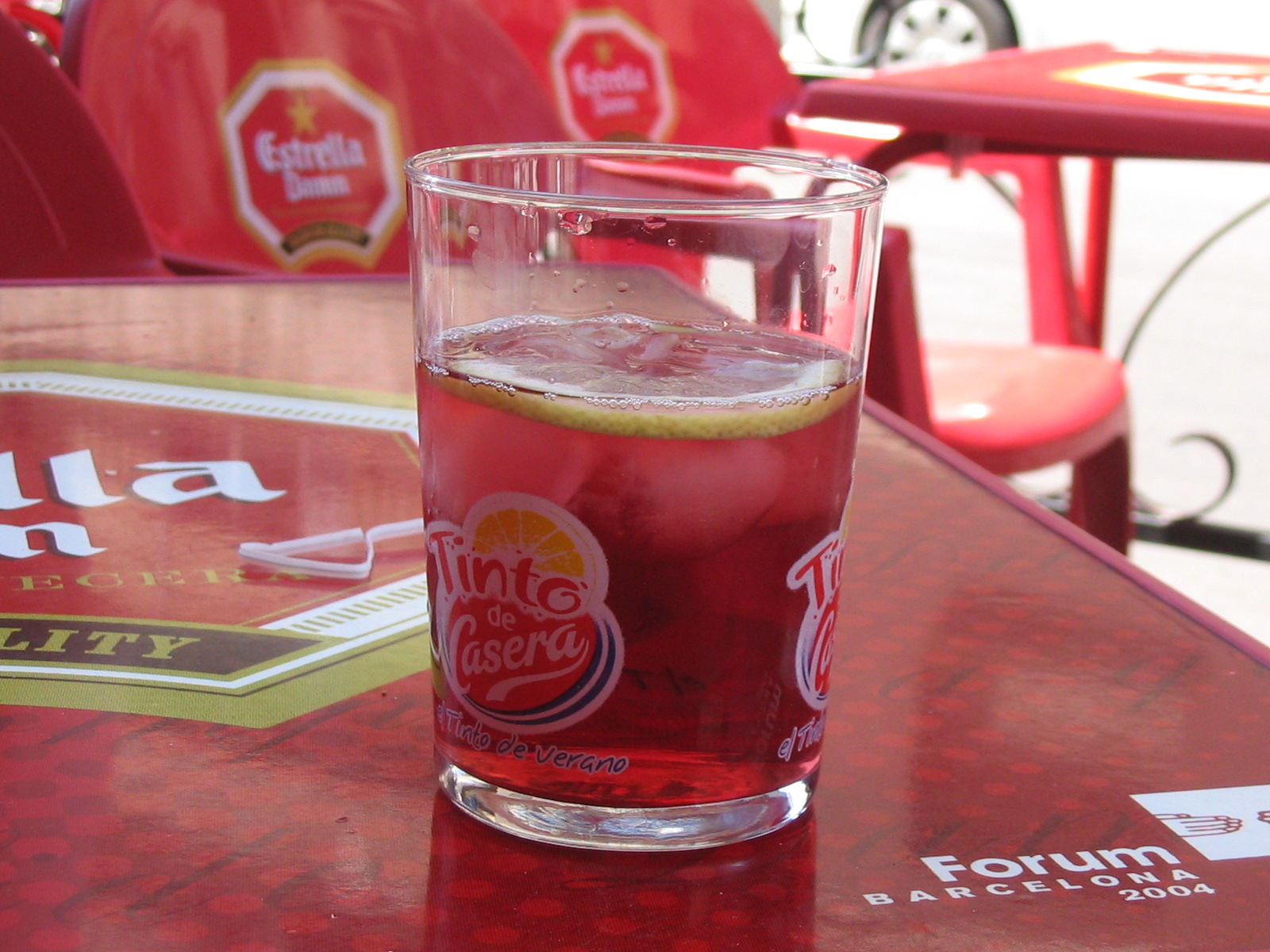
Un vaso de tinto de verano

Una variante de este combinado conocida como emplean en su elaboración vermú, además del vino tinto, y/o refresco de limón.
También se puede modificar el vino tinto por vino blanco, aunque esta variante es conocida en algunas zonas como limonada de vino.
Destacadas marcas de tinto de verano, como Don Simón o La Casera, comercializan algunas variantes de este cóctel típico español.